# Siegfried

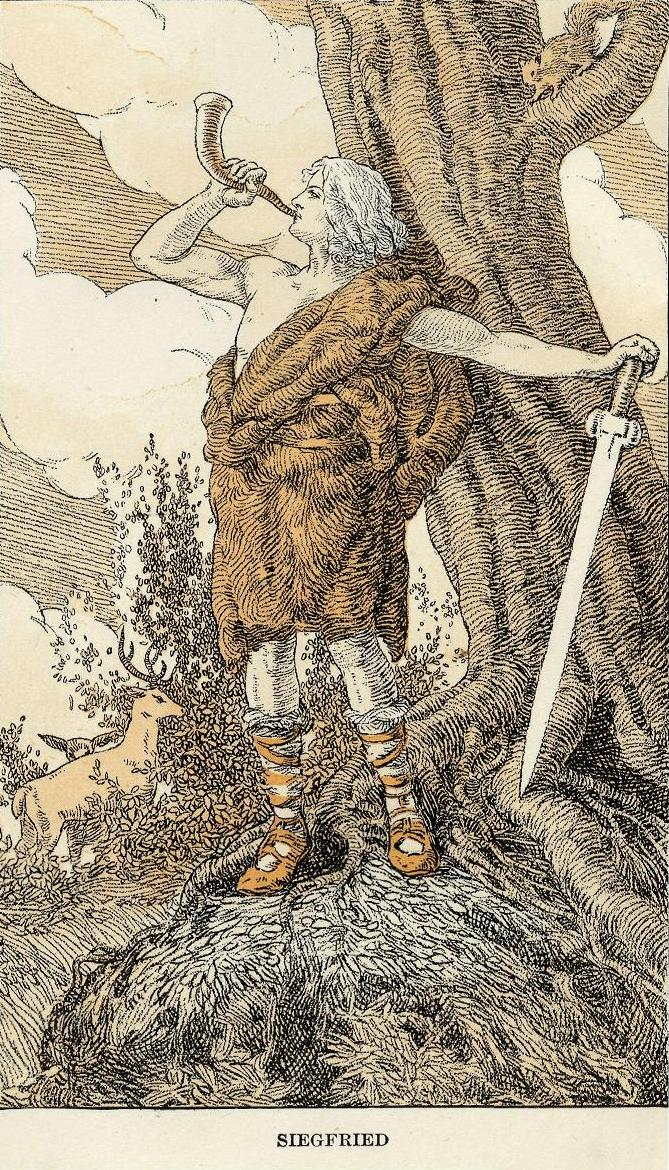
Siegfried sunând din corn, ilustrație din 1911 de Arthur Rackham

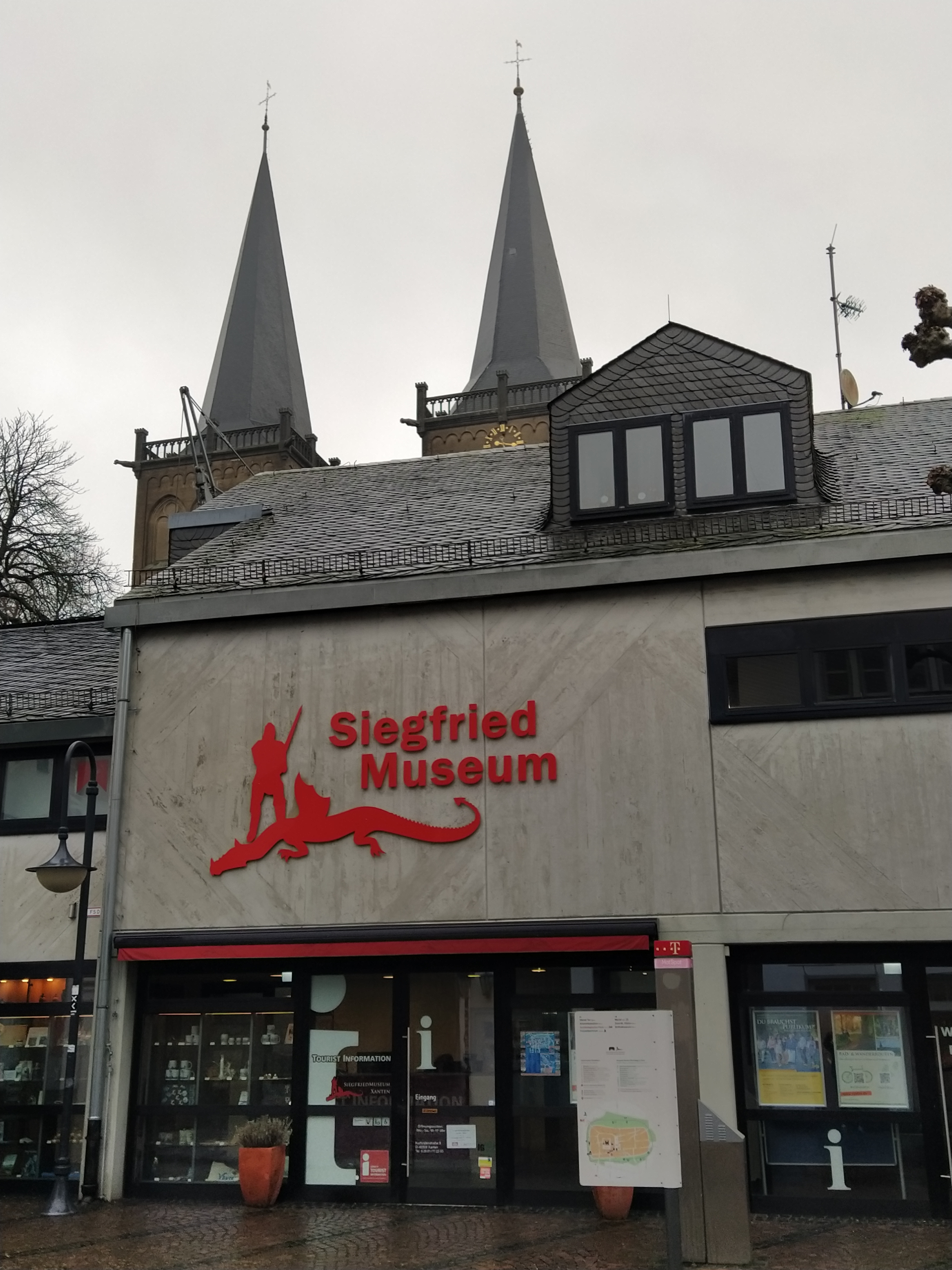
Siegfriedmuseum din Xanten

Siegfried (scris și Sigfrid; în limba nordică veche Sigurðr, Sigurd) este un erou legendar din mitologia nordică, personajul central din Cântecul Nibelungilor și din saga Völsunga. Siegfried este un vânător de dragoni.

## Personaj în legendele vechi

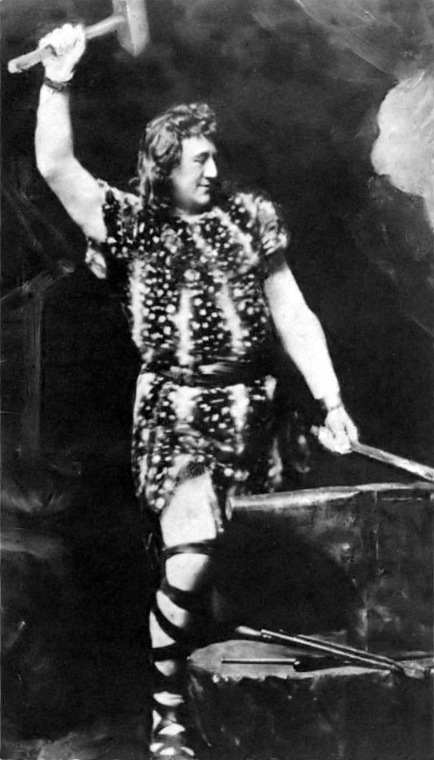
Siegfried

Cea mai veche menționare a acestuia a fost descoperită în niște inscripții runice datate în jurul anului 1000. Ca Sivard Snarensven este eroul mai multor balade medievale scandinave.
Tema a fost prelucrată în secolul al XIX-lea de Richard Wagner în operele sale Siegfried și Götterdämmerung, amândouă cu premiera în anul 1876.
În saga Völsunga, Sigurd este presupusul fiu al lui Sigmund cu a doua sa soție, Hiordis. 
Sigmund moare în luptă atunci când îl atacă pe Odin (care este deghizat), iar Odin distruge spada lui Sigmund. Hiordis îi spune lui Sigmund, aflat pe moarte, că este însărcinată. Sigmund îi lasă moștenire fiului său nenăscut fragmentele spadei respective, numită Balmung. Din acele fragmente este confecționată spada cu care eroul ucide balaurul.

## Cântecul Nibelungilor
În Cântecul Nibelungilor apare sub numele de Siegfried, prinț de Xanten, care este îndrăgostit de Crimhilda, fiica regelui Burgundiei. În drumul către Worms, îl capturează pe elful Alberich, care, pentru a fi eliberat, îi dezvăluie locul unde se află comoara Nibelungilor.
Siegfried îl eliberează pe elf luându-i mantia care avea însușirea de a face invizibil pe purtătorul ei.
Conform indicațiilor elfului, Siegfried ucide balaurul care păzea comoara, se îmbăiază în sângele acestuia și devine invulnerabil, cu excepția unui omoplat pe care se lipise o frunză.
În lupta împotriva saxonilor și danezilor, Siegfried se aliază cu burgunzii și reușește să fie învingător și astfel primește mâna prințesei burgunde Crimhilda.
Regele burgund Gunther, fratele cel mare al Crimhildei era îndrăgostit de Brunhilda, regina Islandei și, cu sprijinul lui Siegfried, reușește să o cucerească.
În urma conflictului izbucnit între Crimhilda și Brunhilda, Gunther urzește un complot în urma căruia Siegfried este ucis. Crimhilda răzbună moartea soțului urmărindu-i pe ucigași.

## Muzee
În Xanten, orașul său natal conform Cântecului Nibelungilor, este amenajat un muzeu al lui Siegfried.

## Varia
SMS Siegfried⁠(en)[traduceți] a fost vasul defensiv de comandă al Marinei Imperiale Germane, demobilizat în anul 1915.